# جين فيكتور ادوين
جين فيكتور ادوين (بالفرنسية: Victor Audouin)‏ هو عالم فرنسي مختص في تاريخ الطبيعة والحشرات والطيور والرخويات والزواحف ولدى يوم 27 أبريل 1797 في باريس وتوفي يوم 9 نوفمبر 1841 في باريس. تلقى تعليمه في مجال الطب. في عام 1824 تم تعيينه مساعدا لبيير أندريه لتريلي، أستاذ علم الحشرات في المتحف الوطني للتاريخ الطبيعي، حيث في عام 1833 أصبح خليفة لتريلي . في عام 1838 أصبح عضوا في الأكاديمية الفرنسية للعلوم.
عمله الرئيسي كان Histoire des insectes nuisibles à la vigne وقد تم الانتهاء بعد وفاته من قبل هنري ميلن ادواردز وإميل بلانشارد.

## المنشورات
- Histoire des insectes nuisibles à la vigne et particulièrement de la Pyrale qui dévaste les vignobles des départements de la Côte-d'Or, de Saône-et-Loire, du Rhône, de l'Hérault, des Pyrénées-Orientales, de la Haute-Garonne, de la Charente-Inférieure, de la Marne et de Seine-et-Oise, avec l'indication des moyens qu'on doit employer pour la combattre... Paris, Fortin, Masson, 1842

## روابط خارجية
- Digital Catalogue of Audouin's library at Gallica